# El cine de cada día
El cine de cada día es una película peruana documental dirigida por Francisco Adrianzén, estrenada en 1984.La película, en su versión restaurada, se presentó el 26 de octubre de 2023 durante el ciclo Patrimonio Peruano Restaurado, promovido por el Centro Cultural y la Filmoteca de la Pontificia Universidad Católica del Perú.

## Sinopsis
El documental aborda el trabajo de los profesionales del cine en las áreas de distribución y exhibición, destacando los procesos que permiten que las películas lleguen a los espectadores. También recoge testimonios sobre las preferencias del público cinematográfico en 1983.

## Restauración
La película, originalmente filmada en 16 mm en blanco y negro, fue restaurada y ampliada a 35 mm por SONTRAC y 1405 Comunicaciones. La restauración de la imagen, la corrección de luces y la limpieza digital estuvieron a cargo de 1405 Comunicaciones, con Eduardo Cayo como técnico responsable y Cielo Garrido Espinosa como productora. SONTRAC se encargó de la transferencia de sonido, la limpieza, la resincronización y la edición de efectos sonoros, bajo la responsabilidad de Francisco Adrianzén Merino. La música original para la versión restaurada fue compuesta por Juan Antonio Leyva y Magda Rosa Galbán, y la producción y dirección de la restauración estuvieron a cargo de Berenice Adrianzén Zegarra.